# Bisucay
Bisucay es una isla situada en el mar de Joló. Forma parte del Archipiélago Cuyo, un grupo de cerca de 45 islas situadas al noreste de la isla  de Paragua, al sur de Mindoro y Panay.
Administrativamente forma parte de Balading, Caburián y Funda, tres  de los 17 barrios que forman el municipio de Cuyo perteneciente a la provincia de Paragua en Filipinas.
Al barrio de Balading pertenece la isla de Pandán situada 8 km al oeste.
La zona horaria  es UTC/GMT+8.

## Demografía
La isla contaba  en mayo de 2010 con una población de 2003 habitantes, repartidos entre sus tres barrios conforme al siguiente detalle: Balading 818,   Caburián 504 habitantes y Funda 681.